# Phanoxyla dichroae
Phanoxyla dichroae är en fjärilsart som beskrevs av Clayton Dissinger Mell 1922. Phanoxyla dichroae ingår i släktet Phanoxyla och familjen svärmare. Inga underarter finns listade i Catalogue of Life.